# Station Harringay Green Lanes
Harringay Green Lanes is een spoorwegstation van National Rail aan de Gospel Oak to Barking Line in Haringey in Engeland. Het station is eigendom van Network Rail en wordt beheerd door London Overground. 